# OpenSSH
OpenSSH (Open Secure Shell) – zestaw programów komputerowych zapewniających szyfrowaną komunikację w sieci komputerowej dzięki protokołowi SSH. Został stworzony jako otwarta alternatywa dla oprogramowania Secure Shell stworzonego przez Tatu Ylönen w chwili, gdy stało się ono komercyjne. OpenSSH opiera się na kodzie ostatniej wolnej wersji tego programu i od tego czasu rozwija się niezależnie. Projektowi przewodniczy Theo de Raadt, a program udostępniany jest na licencji BSD. Może pracować w wielu systemach uniksopodobnych, m.in. AIX, BSD, HP-UX, IRIX, Linux, macOS i Solaris. Istnieje także wersja przeznaczona do uruchamiania w środowisku Cygwin.

## Funkcje
- obsługa protokołów SSH w wersji 1.3, 1.5 i 2.0;
- różne algorytmy szyfrowania komunikacji (3DES, Blowfish, AES, Arcfour);
- przekierowanie portów oraz ruchu X Window System;
- metody uwierzytelniania: interaktywna (nazwa użytkownika i hasło), klucz publiczny, hasło jednorazowe (Google Authenticator[2]), Kerberos;

## Programy wchodzące w skład OpenSSH
- ssh – nawiązywanie połączenia ze zdalnymi serwerami SSH, udostępniając użytkownikowi powłokę (zastępuje rlogin i telnet);
- scp – kopiowanie plików pomiędzy komputerami (zastępuje rcp);
- sftp – interaktywne przesyłanie plików (zastępuje ftp);
- sshd – serwer SSH;
- ssh-keygen – generowanie kluczy RSA, DSA i ECDSA służących do uwierzytelniania zdalnego logowania;
- ssh-keyscan – pobieranie kluczy publicznych z wielu zdalnych maszyn;
- ssh-agent i ssh-add – tymczasowe przechowywanie w pamięci kluczy prywatnych RSA/DSA, aby użytkownik przy wielu połączeniach SSH nie musiał każdorazowo wprowadzać hasła zabezpieczającego te klucze;